# Pomacentrus albicaudatus
Pomacentrus albicaudatus är en fiskart som beskrevs av Baschieri-salvadori, 1955. Pomacentrus albicaudatus ingår i släktet Pomacentrus och familjen Pomacentridae. Inga underarter finns listade i Catalogue of Life.